# Colebrookea
Colebrookea  é um gênero botânico da família Lamiaceae.

## Espécies
- Colebrookea oppositifolia
- Colebrookea ternifolia

## Nome e referências
Colebrookea J.E. Smith, 1806